# Grandi labbra

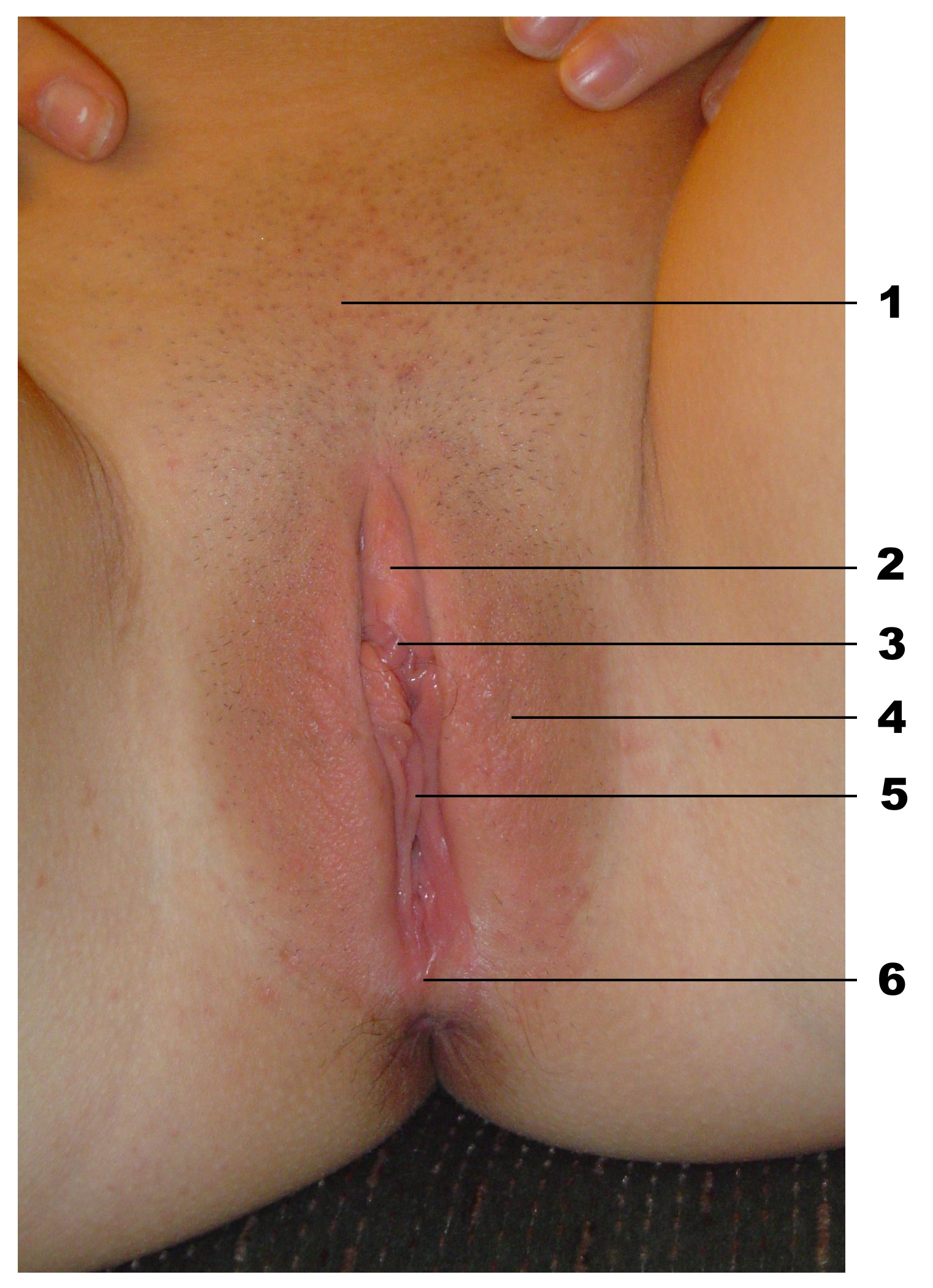
1. Monte di Venere 2. Prepuzio clitorideo 3. Clitoride 4. Grandi labbra 5. Piccole labbra 6. Perineo

Le grandi labbra, nell'anatomia della donna, sono le labbra più esterne della vulva, sono due sottili pliche cutanee che variano da donna a donna, per forma, colore e dimensione. 

## Descrizione
Dopo la pubertà sono di solito ricoperte di peli. Sulla superficie esterna delle grandi labbra è presente un gran numero di ghiandole sebacee e sudoripare. Sotto lo strato cutaneo esterno sono presenti fibre elastiche e tessuto adiposo, che danno forma e consistenza alle grandi labbra. Presentano una distanza fra i 2,5 e i 3 cm nei confronti dell'ano, la quale distanza costituisce il "perineo femminile".
Nel periodo fertile della donna, durante l'eccitamento sessuale, le grandi labbra tendono a gonfiarsi per l'aumentato afflusso sanguigno. Dopo la menopausa esse tendono progressivamente ad assottigliarsi e perdono parte del tessuto adiposo, quindi il gonfiore durante l'eccitazione risulta notevolmente ridotto.

## Piercing
Le grandi labbra sono una delle zone soggette alla pratica del piercing, seppure molto meno comunemente di altre aree del corpo.